# Cmentarz żydowski w Zwoleniu (powiat zwoleński)
Cmentarz żydowski w Zwoleniu – kirkut w Zwoleniu położony jest na niewielkim wzgórzu pomiędzy mleczarnią przy ulicy Juliusza Słowackiego, lewym brzegiem Zwolenki, a zakładem przemysłowym. Został założony w XVII wieku. Na jego terenie nie zachowały się żadne nagrobki, obecnie jest to park. Przekształcenie cmentarza w park miało miejsce w 1964. Kirkut ma powierzchnię 2 ha.